# St. Justinus und St. Laurentius (Ettersburg)

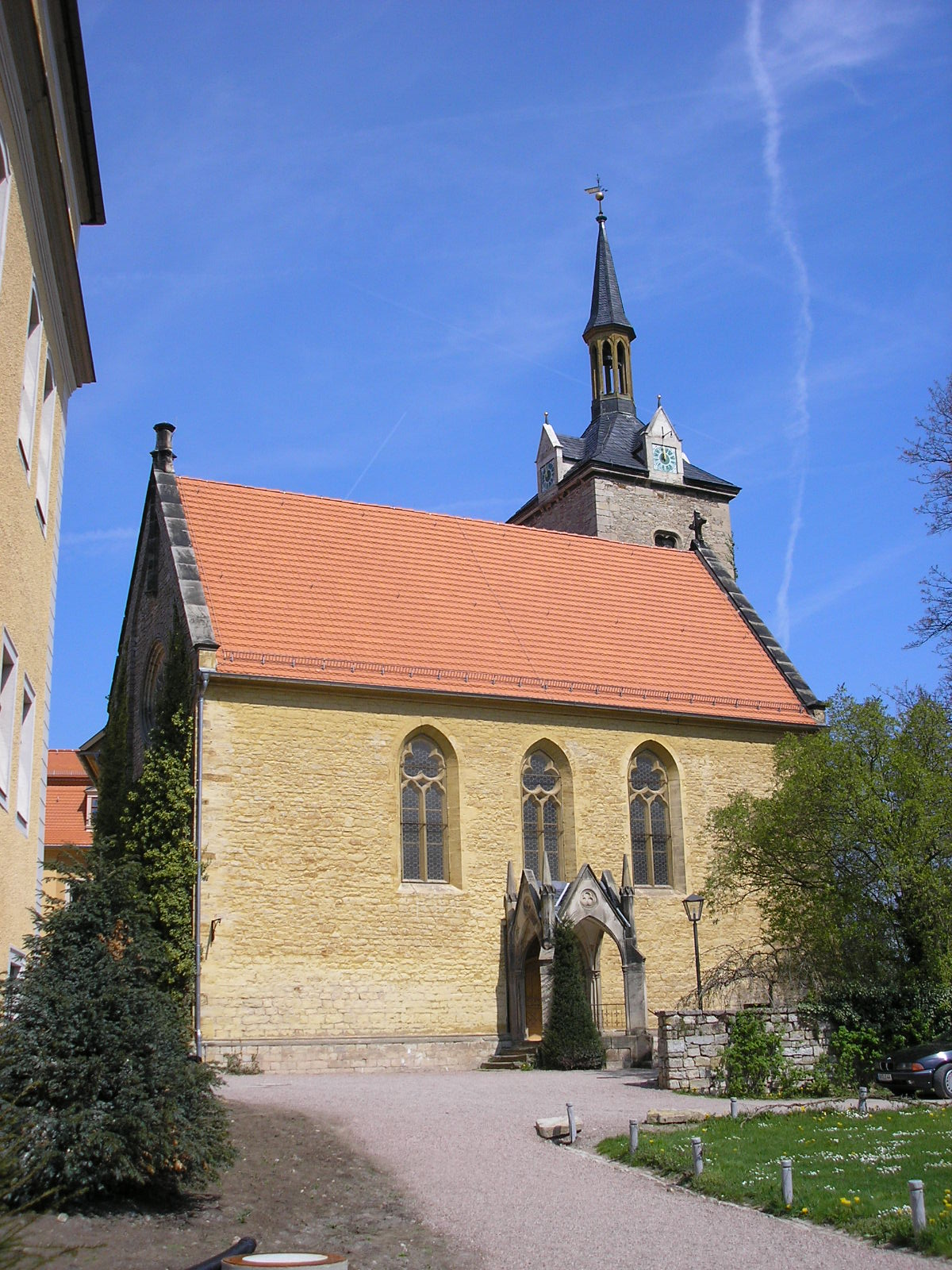
Die Kirche

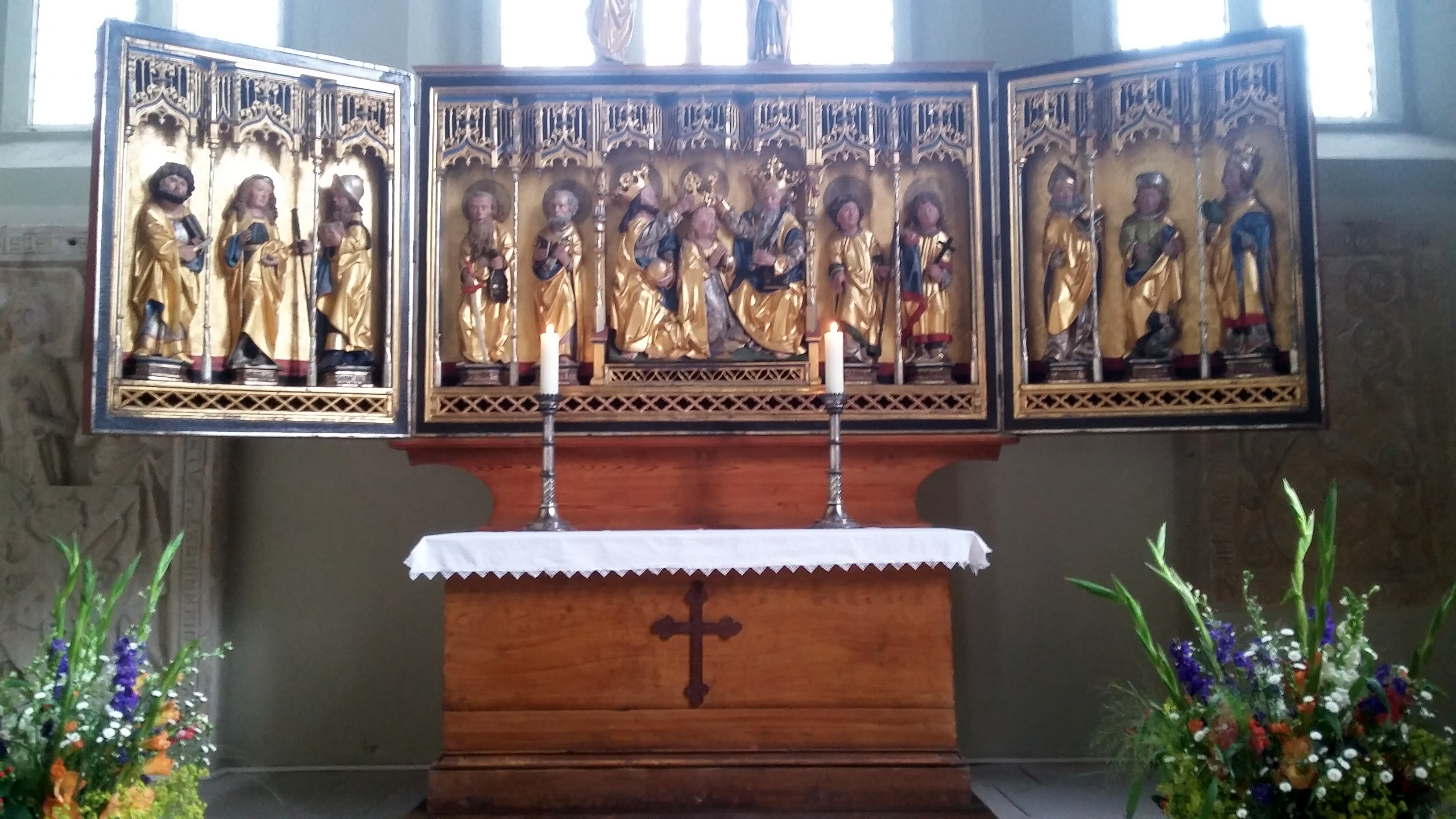
Schnitzaltar

Die evangelische Schloss- und  Dorfkirche St. Justinus und St. Laurentius befindet sich in der Gemeinde Ettersburg im Landkreis Weimarer Land in Thüringen im ehemaligen Kloster- und Schlossgelände am nördlichen Fuß des Ettersberges.

## Geschichte
Das Kirchengebäude geht auf den Chorraum der ehemaligen Stiftskirche im Kloster Ettersburg aus dem 11. Jahrhundert zurück. Das Kloster wurde 1525 aufgegeben und in eine Domäne umgestaltet. Im Bauernkrieg 1525 wurde das Kloster zerstört und die Steine wurden abgetragen. 1865 wurde die Kirche von Karl Alexander (Sachsen-Weimar-Eisenach) und seiner Frau Sophie wieder im neugotischen Stil aufgebaut.

## Kirche
Die heutige Stiftskirche entspricht dem Chorraum des Augustiner-Chorherrenstiftes, das im Jahre 1085 gegründet wurde. Sie ist romanischen Ursprungs. Dieser Chorraum wurde von 10 bis 20 Chorherren für ihre täglichen Gottesdienste genutzt. Von dort gingen sie zur Seelsorge in die umliegenden Dörfer. 1525 verließ der letzte Propst mit einigen Chorherren das Stift; sie flohen, weil sie Plünderungen durch die Bauern fürchteten. Andere blieben in Ettersburg, schlossen sich der lutherischen Lehre an und verheirateten sich nach dem Beispiel des Reformators. Die heute noch ansässige Familie Mönch erklärt ihren Familiennamen aus einem solchen Vorgang. Der Kreuzgang und die Wohngebäude verfielen, weil sie nicht mehr gebraucht wurden. Heute ist nur noch der Chorraum der Stiftskirche vorhanden. Aus katholischer Zeit sind noch der Taufstein von 1487 und der Zelebrantensitz an der Südwand, auf denen die Priester während des Gottesdienstes saßen, erhalten. Bei der Errichtung der heute noch vorhandenen Kirchenmauern in der Zeit von 1863 bis 1865 erhielt der Chorraum anstelle eines flachen Balkendaches ein hölzernes Gewölbe im gotischen Stil. Die drei Fenster in der Ostwand und die Rosette in der Westwand über der Orgel sind ebenfalls gotischen Ursprunges. Zwei alte Grabsteine (u. a. Graf Berno) wurden aufgerichtet. Die marmorne Kanzel wurde 1864 aus einer anderen Thüringer Kirche in den Chorraum gebracht.
Die Erforschung der Geschichte begann 1782 mit der Veröffentlichung dreier Urkunden aus dem herzoglichen Archiv zu Weimar; Archivrat Mitschke stellte 1893 die übrigen Daten zusammen.
Der Chorraum (Decke und Wände) wurde von 1986 bis 1989 entsprechend den Befunden des letzten Umbaues von 1863 restauriert. Das Dach wurde neu gedeckt und die Südwand verfugt und farblich entsprechend den Befunden gestaltet. Die Turmuhr und das Turmdach wurden 1985 instand gesetzt.

## Kirchfriedhof

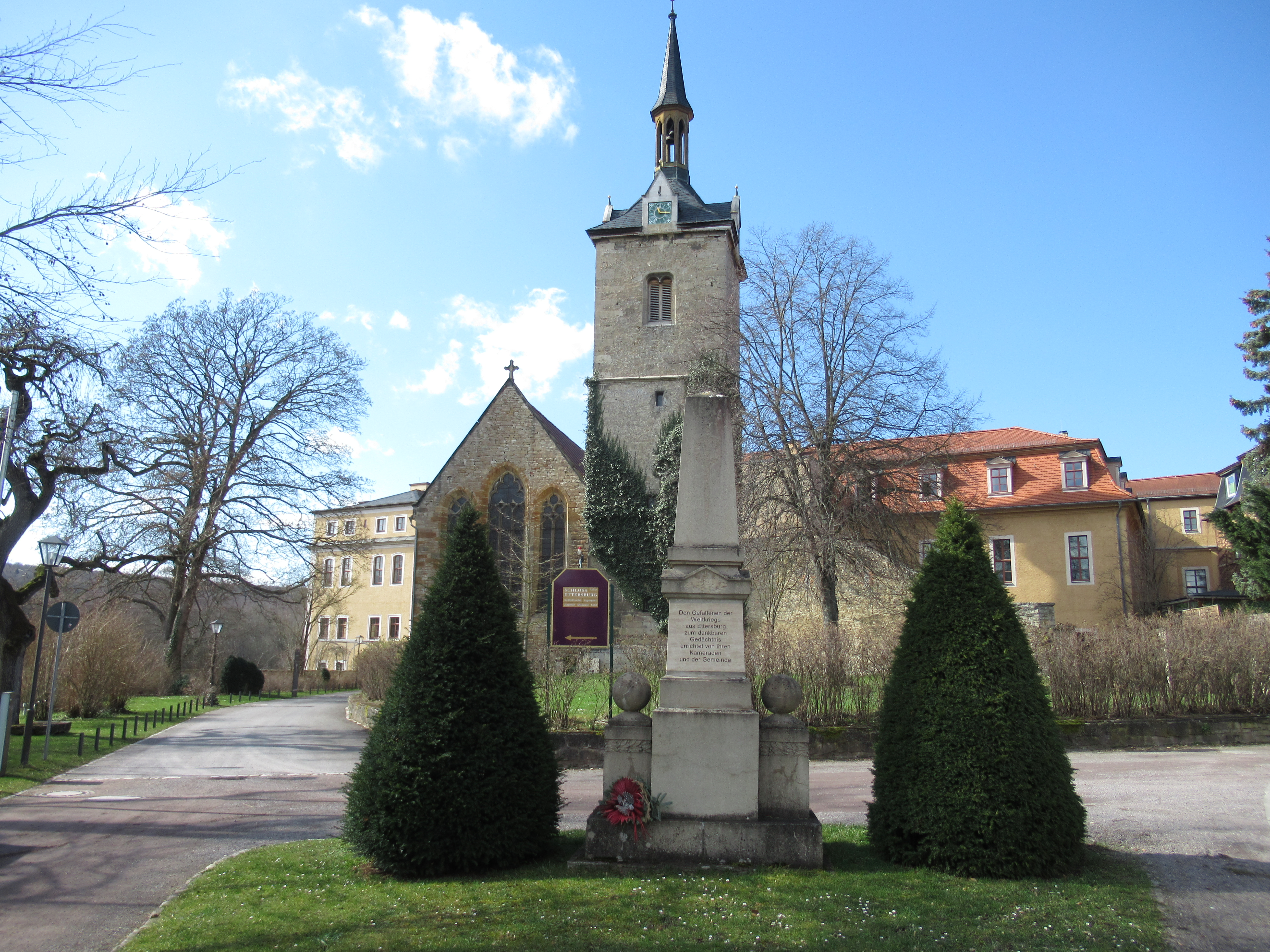
Kriegerdenkmal in Ettersburg

Vor dem mit einer hohen Hecke umzäunten Kirchhof, der selbst parkähnlich angelegt ist, an der Hauptstraße befindet sich ein Kriegerdenkmal für die Gefallenen von Ettersburg im Ersten Weltkrieg und dem Zweiten Weltkrieg.
Auf dem Obelisk steht außer den Namen der Gefallenen:
Der auf einer Grundplatte stehende Obelisk wird von zwei kurzen mit Kugel bekrönten Säulen mit jeweiliger Lorbeerumrandung flankiert. Ebenso sind die beiden Zypressen wie auch eine Rabatte zur Betonung des Ortes angelegt.
Der Friedhof ist nicht hier, sondern in der Hottelstedter Straße.

## Orgel
Die aus der Hochromantik stammende Orgel wurde zwischen 1863 und 1865 von den Orgelbauern Carl Friedrich und August Peternell aus Seligenthal erbaut. Die Pläne lieferte Johann Gottlob Töpfer. 1917 mussten die Prospektpfeifen zu Kriegszwecken abgegeben werden. Sie wurden später durch Zinkpfeifen ersetzt. 1937–1938 wurde das Orgelwerk durch Gerhard Kirchner (Weimar) im neobarocken Stil umdisponiert. Ersetzt wurden die Register Gambe 8′ und Octave 4′ im Hauptwerk, sowie Harmonika 8′ und Flauto dolce 4′ im Oberwerk. In den 1980er Jahren begründete Michael von Hintzenstern hier ein bis heute bestehendes Konzertprogramm. 2011 wurde das Instrument durch die Firma Hermann Eule Orgelbau Bautzen komplett restauriert. Das Schleifladen-Instrument hat 13 Register (Manubrien) auf einem Manualwerk und Pedal. Die Spiel- und Registertrakturen sind mechanisch. Das Instrument verfügt als Spielhilfe über einen Calcantenwecker.
| I Hauptwerk C–f3 |              |     |     |
| 1.               | Quintatön    | 16′ |     |
| 2.               | Principal    | 8′  |     |
| 3.               | Hohlflöte    | 8′  |     |
| 4.               | Flauto dolce | 4′  | (K) |
| 5.               | Octave       | 2′  | (K) |
| 6.               | Mixtur IV    | 2′  | (K) |

| II Oberwerk C–f3 |                  |    |     |
| 7.               | Lieblich Gedackt | 8′ |     |
| 8.               | Salicional       | 8′ |     |
| 9.               | Principal        | 4′ | (K) |
| 10.              | Waldflöte        | 2′ | (K) |

| Pedalwerk C–d1 |               |     |     |
| 11.            | Subbass       | 16′ |     |
| 12.            | Principalbass | 8′  |     |
| 13.            | Choralbass    | 4′  | (K) |
| 14.            | Posaune       | 16′ | (v) |

- Koppeln: II/I, I/P

Anmerkung

## UNESCO-Welterbe
Die ehemalige Schlosskirche gehört zum baulichen Ensemble vom Schloss Ettersburg.